# Barkhausen (Detmold)
Barkhausen este o localitate care este amplasat la nord la o distanță de 6 km și aparține de orașul Detmold. Localitățile mai mici de odinioară Biesen, Oberhausen și Barkhausen s-au unit în anul 1970 sub numele de Barkhausen (Detmold) în landul Renania de Nord-Westfalia, Germania.